# Vale Eletrônico Metropolitano

VEM - Vale Eletrônico Metropolitano

O VEM - Vale Eletrônico Metropolitano é um smart card de bilhetagem eletrônica utilizado na região metropolitana do Recife.

## História
Em novembro de 1998, o primeiro sistema de bilhetagem eletrônica foi implantado em Recife pela empresa mineira Tacom, sendo então uma das cidades pioneiras em bilhetagem eletrônica no brasil. O contrato do serviço foi assinado por 10 anos e nesse tempo apenas estudantes e trabalhadores em medias e grandes empresas tinham acesso aos antigos "Passe Fácil" (Estudante) e "Bilhete Eletrônico" (Trabalhador), que utilizavam exclusivamente a tecnologia de chips com contato. Com o passar do tempo a tecnologia utilizada em Recife se tornou obsoleta e bastante onerosa, pois todo o hardware (validadores e pontos de venda) dessa tecnologia eram alugados. Em 2008, devido a o atraso na licitação para o novo período de concessão do serviço, o contrato da Tacom foi renovado por 1 ano. Em 2009 a empresa APB Prodata Brasil venceu a licitação do novo modelo de bilhetagem eletrônica e assim iniciou-se o processo para implementação dos novos cartões.
Com o design criado pela Marta Lima Comunicação (a mesma empresa que criou o manual de identidade visual do Grande Recife Consórcio de Transporte Metropolitano), substituiu os antigos cartões por completo em agosto de 2009, quando o antigo sistema eletrônico e tradicional de bilhetagem de papel foi desativado. Os cartões VEM operam com tecnologia sem contato pois possuem um chip interno que comunica-se com o validador através de RFID.

## Recarga
Os cartões VEM funcionam no sistema de recargas, que podem ser feitas pela internet, pelos aplicativos de celular CittaMobi, Ponto Certo VEM e RecargaPay, nas máquinas de Autoatendimento instaladas nas Estações de BRTs e Terminais Integrados, ou ainda nas Máquinas de Autoatendimento instaladas no Posto de Atendimento do VEM na Rua da Soledade, centro do Recife.
A partir de 12 de abril de 2022, o VEM começou a divulgar novos meios de recargas online. Agora, os clientes também irão poder carregar seus passes pelas plataformas Instagram e Facebook. Os novos meios de recargas online, é igual ao do WhatsApp em que o cliente pede sua opção e assim ele pode proceder com o pagamento de seus créditos. O meio de pagamento aceito nesse novo meio é o pix. Ao realizar a recarga, é preciso esperar 10 minutos após a confirmação do pagamento do recarga, também é cobrado uma taxa de R$ 2,70 por recarga.
Os créditos inseridos no VEM expiravam após 180 dias sem uso, por terem prazo de validade, o que ocasionou protestos dos usuários. Com a pressão da população e da Assembleia Legislativa, o Governo do Estado aprovou o fim da validade dos créditos, que podem ser usados a qualquer tempo, sem prejuízo aos usuários.